# Afroestricus abyssinia
Afroestricus abyssinia là một loài ruồi trong họ Asilidae. Afroestricus abyssinia được Scarbrough miêu tả năm 2005. Loài này phân bố ở vùng nhiệt đới châu Phi.